# Bryophaenocladius impectinus
Bryophaenocladius impectinus är en tvåvingeart som beskrevs av Ole Anton Saether 1976. Bryophaenocladius impectinus ingår i släktet Bryophaenocladius och familjen fjädermyggor.
Artens utbredningsområde är South Carolina. Arten har ej påträffats i Sverige. Inga underarter finns listade i Catalogue of Life.